# 疏花槭
疏花槭（学名：Acer laxiflorum）是无患子科槭属的植物，是中国的特有植物。分布在中国大陆的四川等地，生长于海拔1,800米至2,500米的地区，见于林边或疏林中。

## 变种
长叶疏花槭（学名：Acer laxiflorum）为槭树科槭属下的一个变种。